# Daphnia cristata
Daphnia cristata är en kräftdjursart som beskrevs av Georg Ossian Sars 1861. Daphnia cristata ingår i släktet Daphnia, och familjen Daphniidae. Arten är reproducerande i Sverige.